# فرودگاه شهری نیوتاون (آیووا)
 فرودگاه شهری نیوتاون، آیووا (به انگلیسی: Newton Municipal Airport (Iowa)) یک فرودگاه همگانی بهره‌برداری هوایی با کد یاتا TNU است که یک باند فرود آسفالت دارد و طول باند آن ۱۷۰۷ متر است. این فرودگاه در کشور ایالات متحده آمریکا قرار دارد و در ارتفاع ۲۹۰ متری از سطح دریا واقع شده است.